# Joseph Smith (danseur)
Pour les articles homonymes, voir Joseph Smith et Smith.
Joseph C. Smith (1875-1932) est un danseur et chorégraphe américain.
Il dit avoir introduit le tango aux États-Unis en 1911. Dans une lettre au New York Times, il affirme l'avoir présenté au Winter Garden Theatre, en dansant avec Dorothy Jardon, dans le spectacle intitulé Review of 1911. Il était le fils de George Washington Smith (1820-1899), la première étoile masculine de ballet d'Amérique.